# Campo Lo de Beltrán
Campo Lo de Beltrán är en ort i Mexiko.   Den ligger i kommunen Navolato och delstaten Sinaloa, i den västra delen av landet, 1 100 km nordväst om huvudstaden Mexico City. Campo Lo de Beltrán ligger 19 meter över havet och antalet invånare är 905.
Terrängen runt Campo Lo de Beltrán är mycket platt. Runt Campo Lo de Beltrán är det ganska tätbefolkat, med 155 invånare per kvadratkilometer. Närmaste större samhälle är General Ángel Flores, 4,4 km väster om Campo Lo de Beltrán. Trakten runt Campo Lo de Beltrán består till största delen av jordbruksmark.